# Rafał Filek
Rafał Filek (ur. 10 sierpnia 1989) – polski judoka.
Były zawodnik TS Wisła Kraków (2004-2014). Brązowy medalista młodzieżowych mistrzostw Europy 2009 oraz brązowy medalista mistrzostw Europy juniorów 2008. Brązowy medalista mistrzostw Polski seniorów 2009 w kategorii do 100 kg. Ponadto m.in. mistrz Polski juniorów 2008.